# Hosszúfarkú cankó

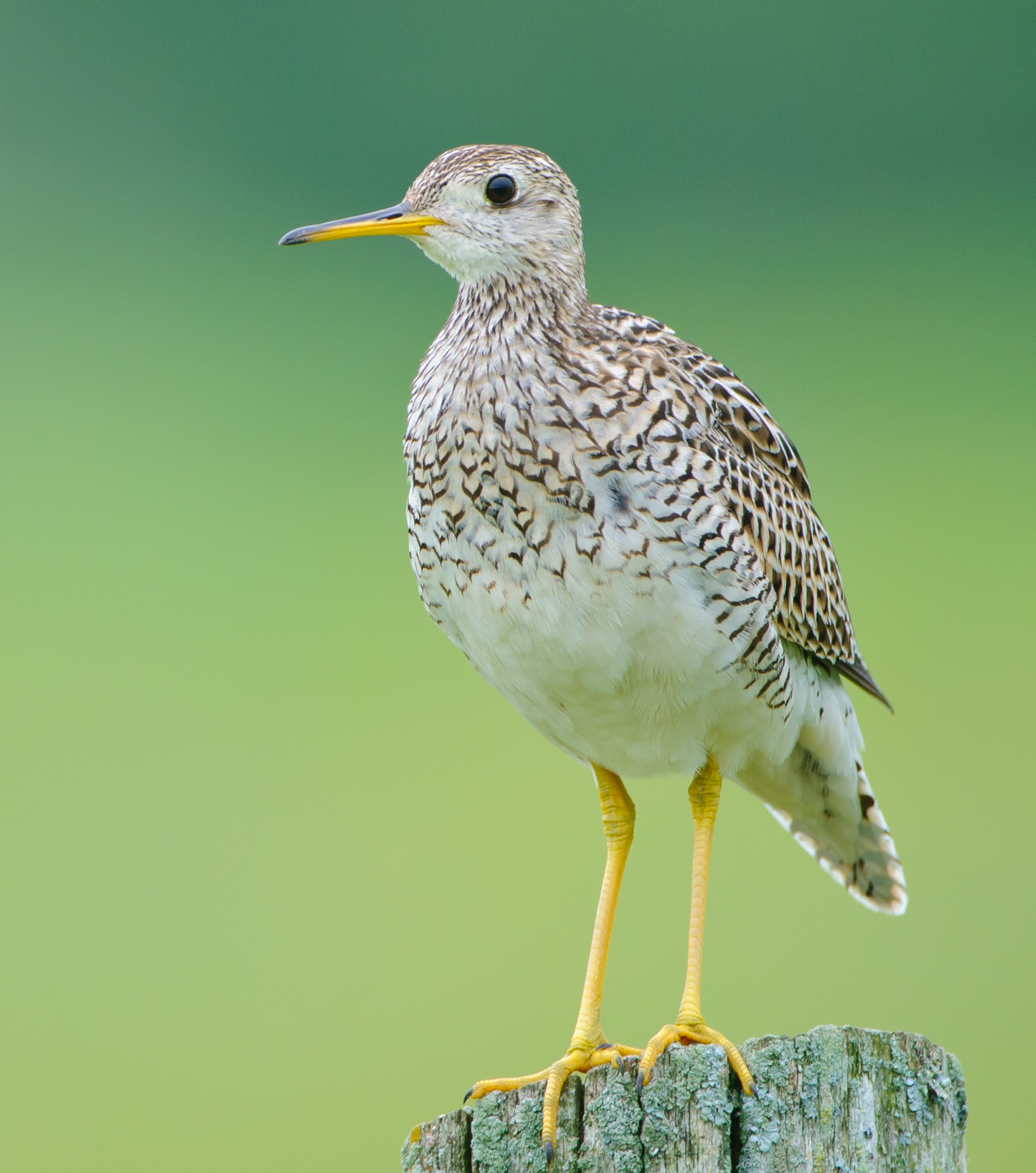

A hosszúfarkú cankó (Bartramia longicauda) a madarak osztályának lilealakúak (Charadriiformes) rendjébe, ezen belül szalonkafélék (Scolopacidae) családjába tartozó Bartramia nem egyetlen faja.

## Rendszerezése
A fajt Johann Matthäus Bechstein német természettudós írta le 1812-ben, a Tringa nembe Tringa longicauda néven.

## Előfordulása
Kanada, az Amerikai Egyesült Államok, Mexikó, Aruba, Bermuda, Bonaire, Curaçao, a Dominikai Köztársaság, Trinidad és Tobago, Belize, Costa Rica, Guatemala, Honduras, Nicaragua, Panama, Salvador, Argentína, Bolívia, Brazília, Chile, Kolumbia, Ecuador, Francia Guyana, Guyana, Paraguay, Peru, Suriname, Uruguay és Venezuela területén honos.
Kóborlásai során eljut az Antarktisz, Ausztrália, a Bahama-szigetek, Barbados, a Kajmán-szigetek, Horvátország, Kuba, Dánia, a Dominikai Közösség, a Falkland-szigetek, Franciaország, Gabon, Németország, Görögország, Grönland, Grenada, Guadeloupe, Izland, Írország, Olaszország, Málta, Mauritánia, Montserrat , Hollandia, Új-Zéland, Norvégia, Portugália, Szent Ilona, Saint-Pierre és Miquelon, Spanyolország, Egyesült Királyság, a Brit Virgin-szigetek, az Amerikai Virgin-szigetek területére is.
Természetes élőhelyei a szubtrópusi vagy trópusi gyepek és legelők. Vonuló faj.

### Kárpát-medencei előfordulása
Magyarországi előfordulását először 2007-ben bizonyították, amikor - november 18. és 21. között - többször is észlelték a faj egy példányát a hortobágyi Nagyiván határában.

## Megjelenése
Testhossza 32 centiméter, szárnyfesztávolsága 64–68 centiméteres, testtömege pedig 97–226 gramm.

## Életmódja
Különböző rovarokkal, pókokkal, csigákkal és férgekkel táplálkozik, de kevés növényi anyagot is fogyaszt.

## Szaporodása
Fészekalja 4 tojásból áll.
|  |

## Természetvédelmi helyzete
Az elterjedési területe rendkívül nagy, egyedszáma pedig növekszik. A Természetvédelmi Világszövetség Vörös listáján nem fenyegetett fajként szerepel.